# Danilo Baroni
Danilo Luis Baroni (Calchaquí, 12 de julio de 1922 - Resistencia, 9 de junio de 2014) fue un abogado, juez y político argentino militante del Partido Justicialista que se desempeñó como gobernador de la provincia del Chaco entre 1987 y 1991.

## Biografía
Tras recibirse de abogado en Santa Fe se radicó en Curuzú Cuatiá, y luego en Resistencia. En 1959 asumió como integrante del Consejo de la Magistratura, y dos años después fue designado Juez Federal. En 1963 asumió como Ministro de Gobierno de Deolindo Felipe Bittel. 

## Ámbito político
En 1973 fue elegido Senador Nacional. En 1983 con el regreso de la democracia fue elegido presidente de la junta departamental del departamento San Fernando del partido Justicialista. En las elecciones a gobernador de 1987 triunfó con su candidato a vicegobernador Emilio Carrara por 14 mil votos frente a la fórmula de la UCR León - Rozas. Durante su mandato reconoció el decreto del expresidente Marcelo Torcuato de Alvear por el cual se otorgaban 150 mil hectáreas del interfluvio de los ríos Teuco y Bermejito a las poblaciones aborígenes. Este fue el último cargo público que detentó, tras lo cual se dedicó a la apicultura.

## Vida personal
Estaba casado con Gladis Nilda Harvey (1931-2007), con quien tuvo a sus hijos: Danilo Luis, Viviana Nilda, María Cecilia, exdiputada provincial, Mario César, Virginia Stella y José Manuel.